# 价值联盟
价值联盟（英語：Value Alliance）是一个于2016年成立，並由低成本航空組成的航空联盟，成立时有6个国家的8家航空公司参与。航點遍佈東亞、東南亞、南亞、中東及澳洲。聯盟成員互相合作建立飛行網絡及航班接駁，並提供網路選餐、行李直掛、單一購買介面等服務選項，以提升個別成員的競爭力。這是緊隨於優行聯盟，全球第二個由低成本航空公司組成的航空聯盟，亦是2010年代第三個航空聯盟。目前聯盟官方網站已經停止運作。

## 簡介
價值聯盟於2016年在新加坡成立，相較於其他航空聯盟，價值聯盟全數成員均是低成本航空公司，通過與亞太區域其他低成本航空公司共同連接飛行網絡。剛成立的價值聯盟將串聯更多的特色航點，提供低廉的票價前往亞洲及澳洲多個旅遊的目的地。並把以前比較不被大眾熟悉的潛力二線城市打造為新興旅遊勝地。

## 成员

### 聯盟成員樞紐
| 聯盟成員樞紐： | 聯盟成員樞紐：                                             |
| -------------- | ---------------------------------------------------------- |
| 成员航空公司   | 基地机场                                                   |
| 宿霧太平洋航空 | 馬尼拉國際機場、宿霧國際機場、達沃國際機場、克拉克國際機場 |
| 宿翱航空       |                                                            |
| 濟州航空       | 仁川國際機場、濟州國際機場、金海國際機場                   |
| 飛鳥航空       | 廊曼國際機場                                               |
| 酷航           | 新加坡樟宜國際機場                                         |